# Devis Mangia
Devis Mangia (Cernusco sul Naviglio, 6 juni 1976) is een Italiaans voetbaltrainer.

## Carrière

### Vroege jaren
Mangia begon zijn carrière op dertigjarige leeftijd, toen hij samen met Sean Sogliano bij Varese uit de Eccellenza werkte. Hij promoveerde twee keer en keerde met de club terug in de professionele competitie. Hij werkte succesvol in de Serie D en Serie C2 bij Noord-Italiaanse clubs als Tritium, Ivrea en Valenzana. In 2010 keerde hij als jeugdtrainer terug bij Varese. Hij leidde zijn team naar de finale van de Campionato Primavera, de beker voor jeugdteams in Italië.

### Palermo
In juni 2011 volgde Mangia zijn directeur Sogliano naar Palermo, waar hij een aanbod om het onder-19 team te gaan trainen, accepteerde. Hij verving Paolo Beruatto. Later, op 31 augustus, werd Mangia verrassend aangesteld als interim-trainer van het eerste elftal na het ontslag van Stefano Piolo. Sogliano had hem aanbevolen. Hij had nog geen trainersvergunning, maar had zich al wel ingeschreven bij de cursus van de UEFA, waardoor hij toch coach mocht worden. De eerste wedstrijd was tegen de grootmacht Inter op 11 september. Palermo, dat met een nieuw 4-4-2 systeem speelde, won met 4-3 dankzij onder andere twee goals van aanvoerder Fabrizio Miccoli. In zijn eerste vijf wedstrijden, behaalde Mangia tien punten. Door de goede resultaten en de goede band met directeur Sean Sogliano en het afwijzen van Delio Rossi van een terugkeer, kreeg Mangia een contract aangeboden voor twee jaar, dat hij op 4 november 2011 ondertekende. Op 19 december werd hij echter weer ontslagen, na de 2-0 nederlaag tegen de Siciliaanse rivalen Catania. Met hem werd ook assistent Onofrio Barone ontheven van zijn baan.

### Jong Italië
Devis Mangia werd later aangesteld als coach van Italië onder-21, waar hij Ciro Ferrara verving. Mangia noemde de baan "een van de meest prestigieuze in het Italiaanse voetbal" en zei dat "het een teken van grote verantwoordelijkheid is." Ook voegde hij toe dat hij zeer tevreden was met de aanstelling. Met de jeugdploeg eindigde hij als tweede op het Europees kampioenschap 2013 in Israël, waar zijn selectie in de finale met 4-2 verloor van de leeftijdgenoten uit Spanje.

### Malta
In 2019 werd Mangia trainer van het Maltees voetbalelftal, maar werd eind september 2022 kort voor een oefeninterland tegen Israël op non-actief gesteld na een melding van seksueel onaanvaardbaar gedrag jegens twee spelers van het nationale team en een speler in zijn tijd als coach bij het Roemeense Universitatea Craiova. Op 7 november 2022 besloot hij op te stappen.